# Helocharina gayi
Helocharina gayi är en insektsart som först beskrevs av Maximilian Spinola 1852.  Helocharina gayi ingår i släktet Helocharina och familjen dvärgstritar. Inga underarter finns listade i Catalogue of Life.